# Kuk (mitologia)
Kek (nota anche come Kuk o Keku) è una divinità egizia appartenente alla religione dell'antico Egitto. Fa parte dell'ogdoade e insieme alla sua sposa Keket forma la coppia divina dell'oscurità dell'oceano primordiale.
In geroglifico è scritto:
| V31 · V31 | G43 | F28 |

 oppure  
| V31 · V31 | G43 |

Keku o Kuk
In qualità di divinità dell'ogdoade, il suo animale sacro è la rana.